# Sjchelda
Sjchelda (georgiska: შხელდა; ryska: Шхельда) är ett bergsmassiv i Stora Kaukasus, på gränsen mellan nordvästra Georgien och Ryssland. Högsta toppen når 4 322 m ö.h..